# Tribu Ka
Tribu Ka (Stamm Ka) war eine im Dezember 2004 gegründete rassistische, antisemitische und ethnozentrische Gruppe von Schwarzen in Frankreich.
Der von Kémi Séba (Realname: Stellio Gilles Robert Capo Chichi), einem 1981 in Straßburg geborenen Franzosen beninischer Abstammung, gegründete Tribu Ka forderte das „Volk der Schwarzen“ auf, sich vom „Kémitismus“ leiten zu lassen, und symbolisierte für einige Franzosen das Aufkommen eines neuen schwarzen Extremismus. Tribu Ka hatte einige Hundert Mitglieder.
Tribu Ka war von der New Black Panther Party und der Nation of Islam inspiriert. Im Gegensatz zur Rastafari-Bewegung, die die Rückkehr nach Äthiopien propagierte, ging Tribu Ka davon aus, dass die Reichtümer des afrikanischen Kontinents über Jahrhunderte nach Europa verschleppt wurden und nun natürlicherweise dort zu nutzen seien. Rassenvermischung wurde als „Infektion“ bezeichnet, die zu Degeneration führe, wobei sie die Bezeichnung „schwarz“ als Sklavenhaltersprache ablehnten. Die Völker der altägyptischen und nubischen Hochkulturen seien „Kemiten“ (Schwarzafrikaner) gewesen, deren Nachfahren also heute als auserwähltes Volk natürliche Führer der Menschheit seien.
Juden machte Tribu Ka für die Versklavung der „Kemiten“ seit dem Altertum verantwortlich; die Toten des Holocaust seien nicht zu vergleichen mit den 150 Millionen schwarzen Opfern.
Als die Gruppe sich im Mai 2006 in Paris gewalttätige Auseinandersetzungen mit der Ligue de défense juive (LDJ, jüdische Verteidigungsliga) lieferte, wurde sie auf Initiative des damaligen Innenministers Nicolas Sarkozy im Juli wegen Antisemitismus verboten. Capo Chichi erreichte einige Bekanntheit durch Interviews in französischen Medien (Canal+, RFO, France Soir).
Eine wichtige Rolle für die Verbreitung des Gedankenguts von Capo Chichi nahm der Komiker Dieudonné M’bala M’bala ein, der sich allerdings später von der Gruppierung abwandte, da sie auch ihm zu radikal wurde.
Capo Chichi wurde zu einer Gefängnisstrafe verurteilt und lebt seit seiner Freilassung im Senegal. Er ist Mitglied der Nation of Islam, distanziert sich von einigen seiner früheren Ideen, erklärt aber, sein Engagement nicht zu bereuen.
Einige ehemalige Mitglieder von Tribu Ka gründeten später die Bewegung der Verdammten des Imperialismus (Mouvement des Damnés de l'impérialisme), die die Rückkehr aller Schwarzen nach Afrika zur Verhinderung der „Vermischung“ der Rassen propagierte, und gingen dabei auch Bündnisse mit rechtsextremen und rassistischen Gruppierung weißer Franzosen ein.
Per Dekret vom 8. Juli 2024 wurde Capo Chichi die französische Staatsbürgerschaft entzogen.